# Устюрт

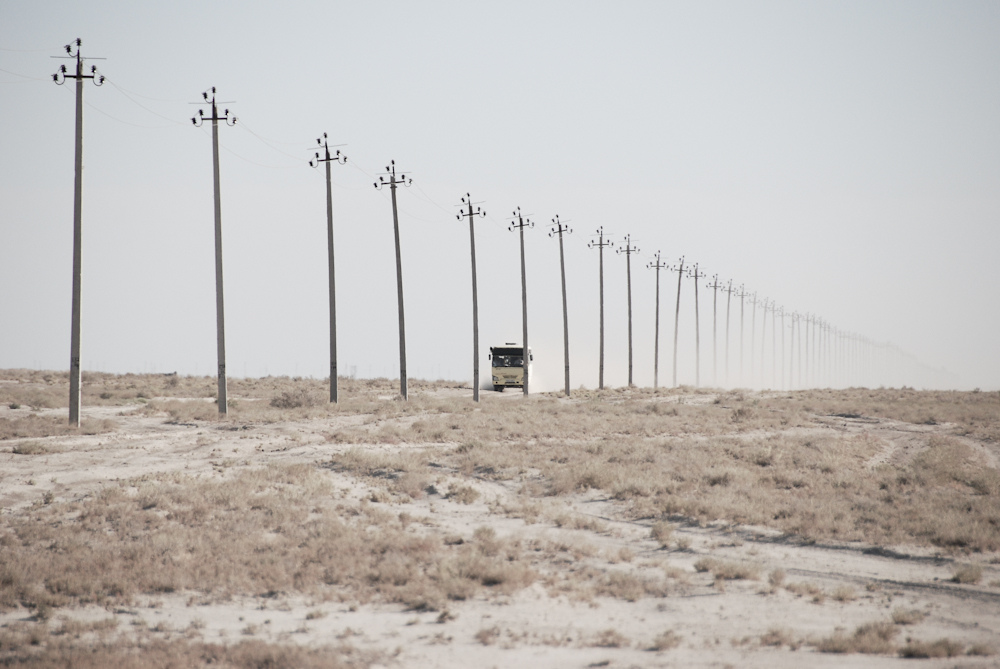
Плато Устюрт. Фрагмент. Узбекистан.

Устю́рт (каз. Үстірт; туркм. Üstyurt; узб. Ustyurt) — плато в Центральній Азії (Казахстан, Узбекистан), розташоване між півостровом Мангишлак і затокою Кара-Богаз-Гол на заході, Аральським морем і дельтою Амудар'ї на сході. Площа близько 200 тис. км². Основний ландшафт — глиняста полинова та полиново-солянкова пустелі, південно-східна частина плато — глинясто-щебенева пустеля. Ділянки солончакової та (на півночі) піщаної пустелі.